# Koson, Bereg
Koson (în ucraineană Косонь, maghiară Mezőkaszony) este o comună în raionul Bereg, regiunea Transcarpatia, Ucraina, formată numai din satul de reședință.

## Demografie
Componența lingvistică a comunei Koson
     Maghiară (96,11%)
     Ucraineană (2,91%)
     Alte limbi (0,95%)
Conform recensământului din 2001, majoritatea populației comunei Koson era vorbitoare de maghiară (96,11%), existând în minoritate și vorbitori de ucraineană (2,91%).